# André Martens
André Martens (Melsele, 9 december 1939 - 1 januari 2021) was een Belgisch politicus voor de CVP/CD&V. Hij was burgemeester van Berlaar van 1995 tot 2006.

## Levensloop
Martens was burgemeester van Berlaar van 1995 tot 2006. Hij volgde in deze hoedanigheid de socialist Jos Houben (SP) op. In 2003 verliet de VLD na onenigheid de bestuursmeerderheid. Bij de lokale verkiezingen van 2006 was hij lijstduwer voor de kieslijst van het Valentijnskartel CD&V-N-VA. Vanop deze positie behaalde hij 352 voorkeurstemmen en was alzo rechtstreeks verkozen. Na de stembusgang werd hij opgevolgd door partijgenoot Walter Horemans als burgemeester.
André Martens is de vader van voormalig tenniscoach Steven Martens, sp.a-politicus Bart Martens en van psychiater Karoline Martens.